# Rugby (Royaume-Uni)
Pour les articles homonymes, voir Rugby.
Rugby est une ville du comté de Warwickshire en Angleterre centrale, sur la rivière Avon. Rugby a une population estimée à 62 790 habitants (2002). Avec la banlieue, le chiffre atteint 89 240.
Rugby est situé à 24 km à l'est de Coventry, sur la rive droite de Warwickshire, près des limites du Northamptonshire et du Leicestershire.
La ville est connue pour son Collège, où le rugby a été inventé dans les années 1820.

## Histoire
Il est recensé des peuplements dès le début de l'âge de fer dans la région de Rugby. De plus, à quelques kilomètres de ce qui est connu aujourd'hui sous le nom de Rugby, était abrité un habitat romain nommé Tripontium.
Rugby était à la base une petite colonie agricole anglo-saxonne, mentionnée en 1086 dans le Domesday Book sous le nom de Rocheberie.
En 1255, Rugby reçut l'approbation de tenir un marché et se développa rapidement en une petite ville commerçante.
La plus probable origine du nom Rugby vient de l'anglo-saxon Hrōca burh analogue à Rook Fort, où Rook peut être l'animal (corbeau freux) ou le nom d'un homme. Une autre théorie voudrait que ce soit le dérivé d'un ancien nom celtique Droche-brig signifiant wild hilltop (Sauvage sommet de la colline). L'ajout de -by vint de l'influence Viking, il y a d'ailleurs d'autres villes se terminant par -by dans la région (By signifiant, encore aujourd'hui, 'cité', en norvégien, suédois et danois).
La Rugby School fut fondée en 1567 à l'aide de l'argent cédé par le testament du Lawrence Sheriff, un épicier né dans la région, qui a constitué sa fortune à Londres. La Rugby School fut, initialement, une école locale pour garçons mais se transforma, au cours du temps, en une école privée, payante la plupart du temps. La Lawrence Sheriff School, quant à elle, fut sûrement établie à la fin du XIXe siècle afin de renouer avec les intentions originelles de Lawrence Sheriff.
Rugby demeura une ville commerçante tranquille jusqu'au XIXe siècle avec l'arrivée du chemin de fer. En 1838, le réseau ferroviaire de Londres et Birmingham fut établi à proximité de la ville, et en 1840 une jonction fut réalisée avec celui des Midland Counties à Rugby. De ce fait, la ville devint une liaison ferroviaire importante et attira, grâce aux gares de triage ainsi qu'aux ateliers, comme le Banc d'essais ferroviaire de Rugby, de nombreux travailleurs. La population passa d'ailleurs de 2 500 en 1835 à plus de 10 000 début 1880.
Dans les années 1890 et 1900 des industries mécaniques lourdes s'installèrent en ville et Rugby se convertit rapidement en un centre industriel majeur. Elle grandit, début 20e, avec la venue des ouvriers et au début des années 40, la population avait augmenté à plus de 40 000 habitants.
Après la guerre, Rugby fut bien desservi par le réseau routier grâce à la M1 et M6 se rejoignant près de la ville.

## Transport
Réseau ferré

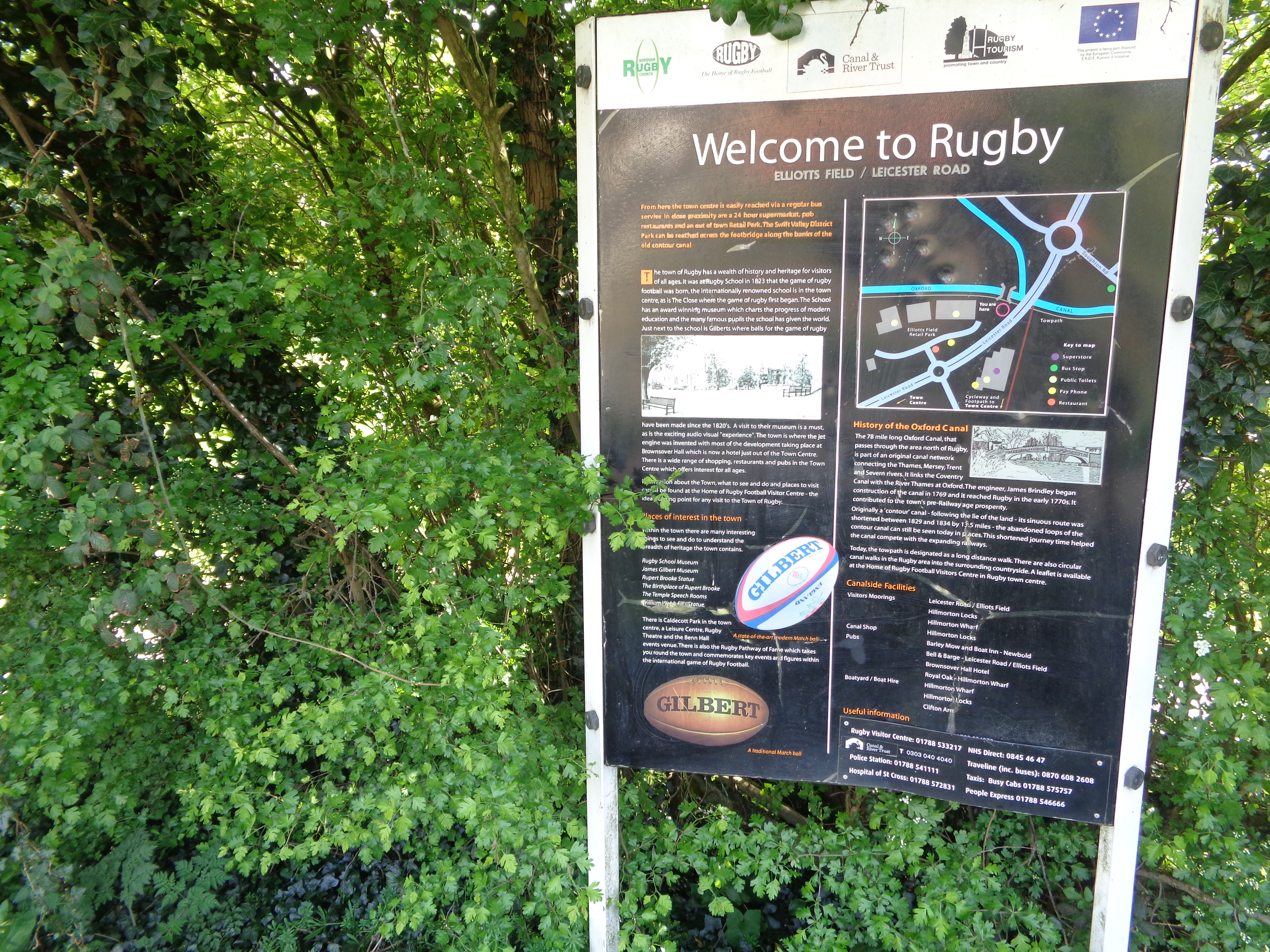
Panneau à l'entrée de la ville de Rugby, depuis le.

Rugby est desservie par une gare située sur la West Coast Main Line.

## Renommée
Rugby est très connue pour l'invention du rugby, aujourd'hui pratiqué sur toute la planète.
Le jeu original a été inventé au Collège de Rugby (Angleterre). Selon la légende, au cours d'une partie de football classique, William Webb Ellis, élève de cette école, porta dans ses bras le ballon derrière la ligne de but adverse alors que la tradition était de le pousser au pied.
Cette pratique, qui fit désormais la particularité du football joué dans la ville de Rugby, ne serait codifiée pour la première fois qu'en 1846 par les élèves mêmes de l'école. Le « Rugby-Football » était né.
Le Collège de Rugby est une des plus anciennes écoles de l'Angleterre et l'une des plus prestigieuses du pays.

Rugby
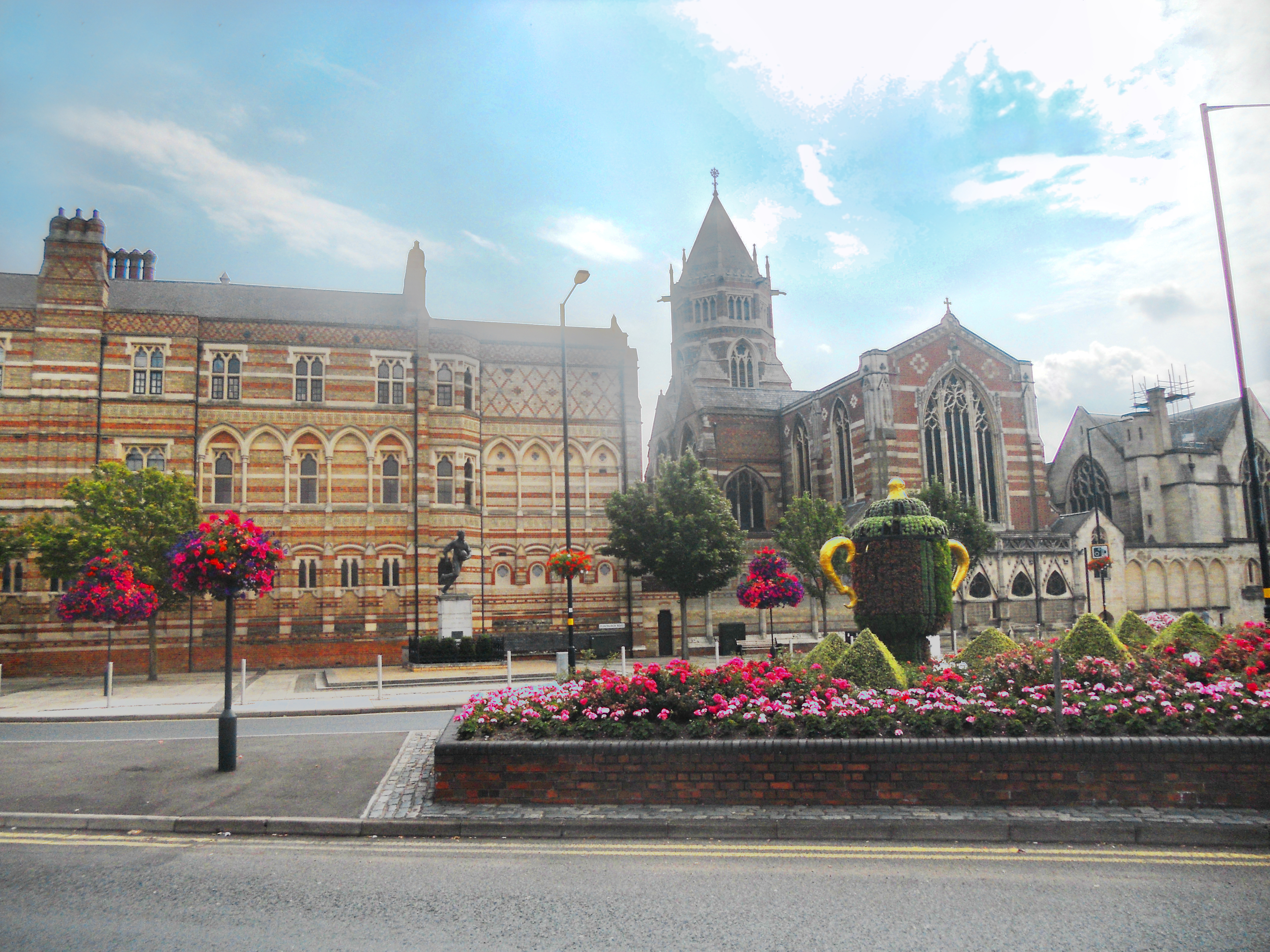
Statue de William Webb Ellis, courant avec le ballon dans la main, devant la Rugby School. Au premier plan, une haie taillée en coupe commémore, dans la ville où serait né ce sport, la victoire de l'Angleterre à la Coupe du monde de rugby à XV 2003.
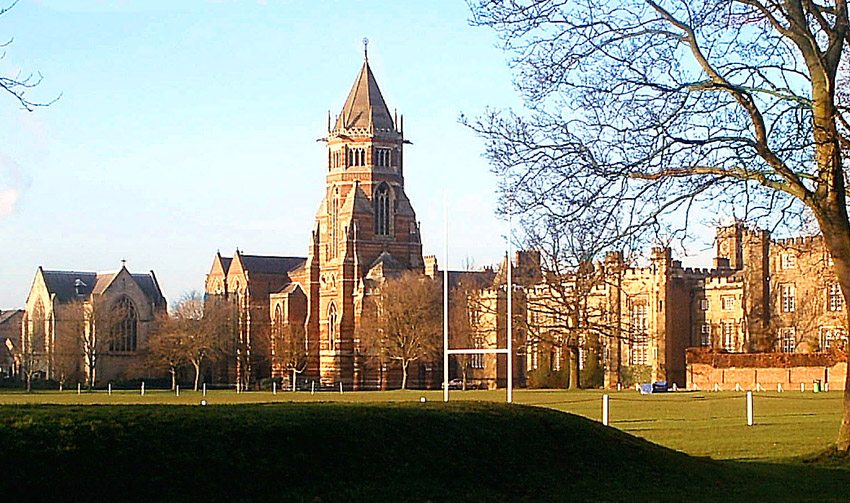
Le Collège de Rugby avec son terrain de sport.
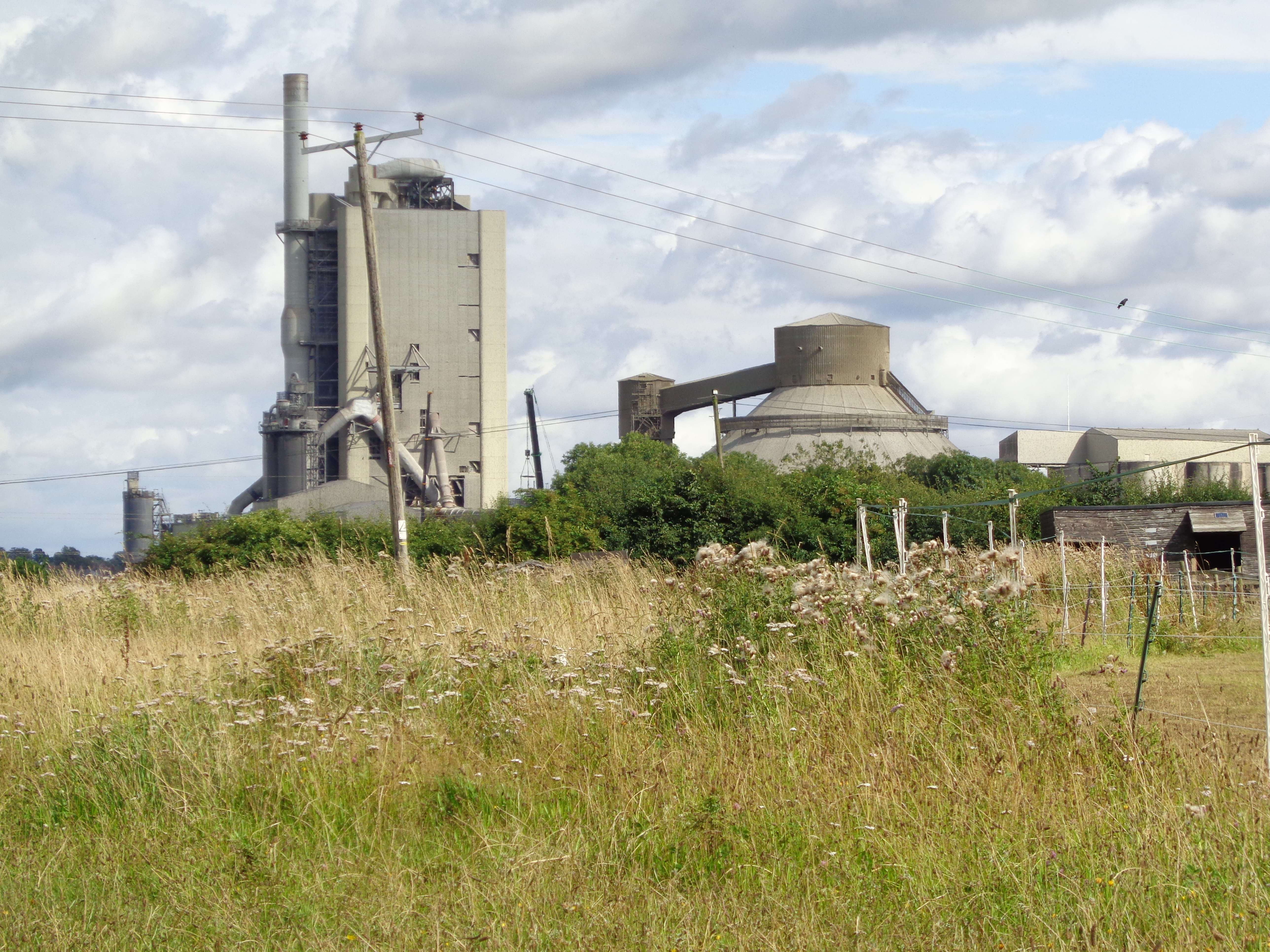
La cimenterie de Rugby, vue depuis la campagne environnante du village de Long Lawford.

Certaines des plaques commémoratives aux joueurs des grandes nations du rugby posées au sol dans la ville par l'entreprise de cimenterie Rugby Cement
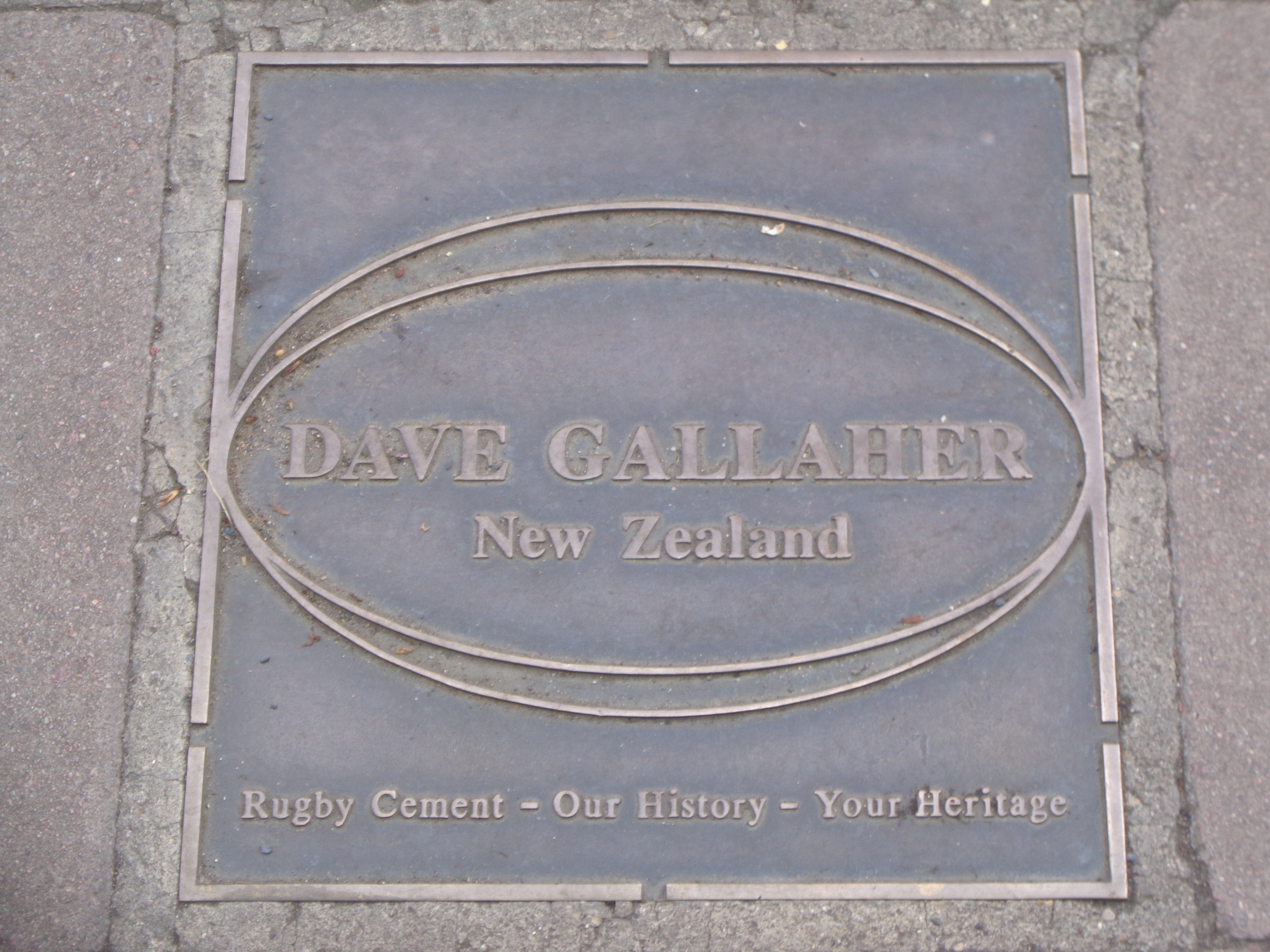
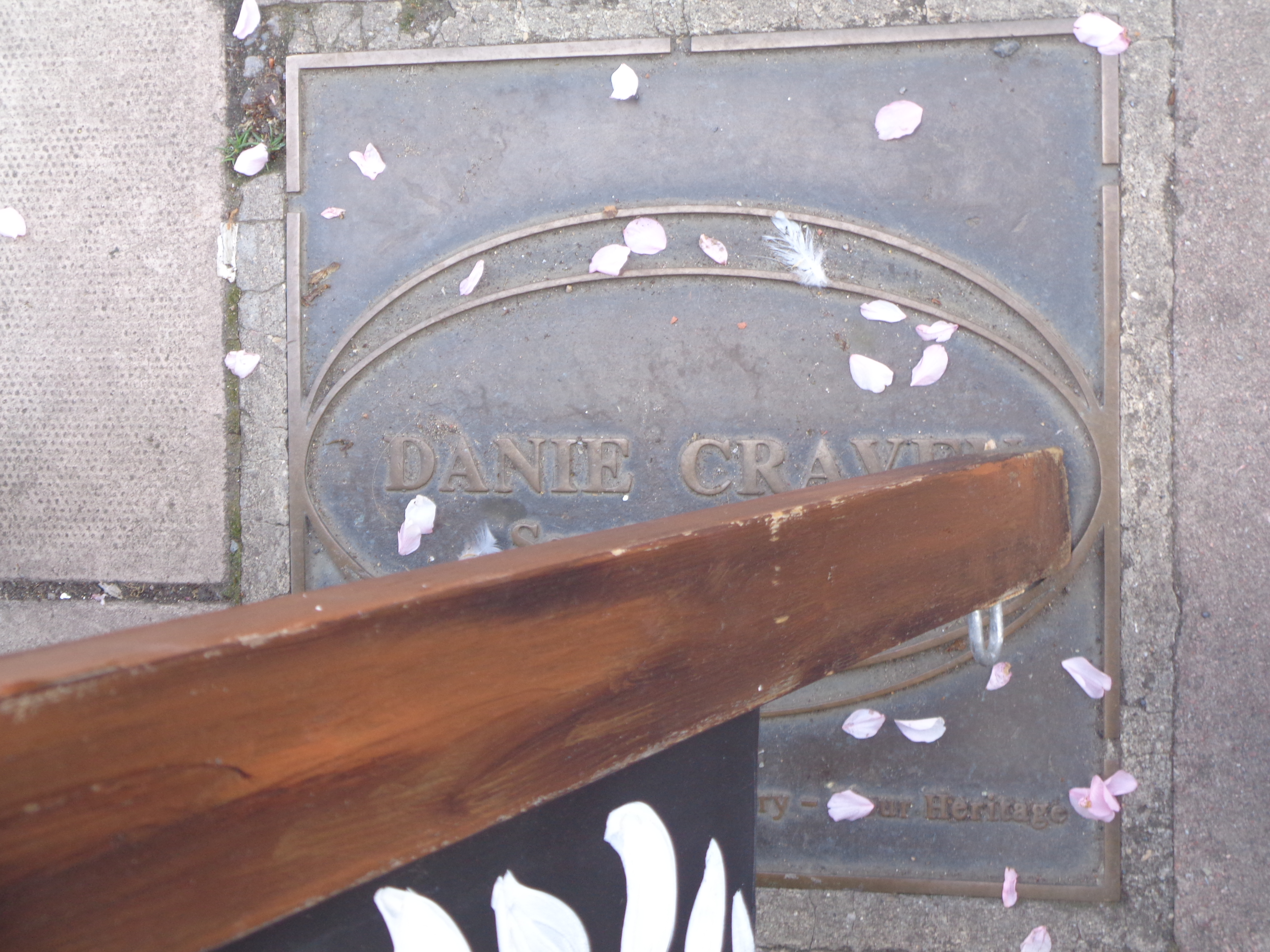
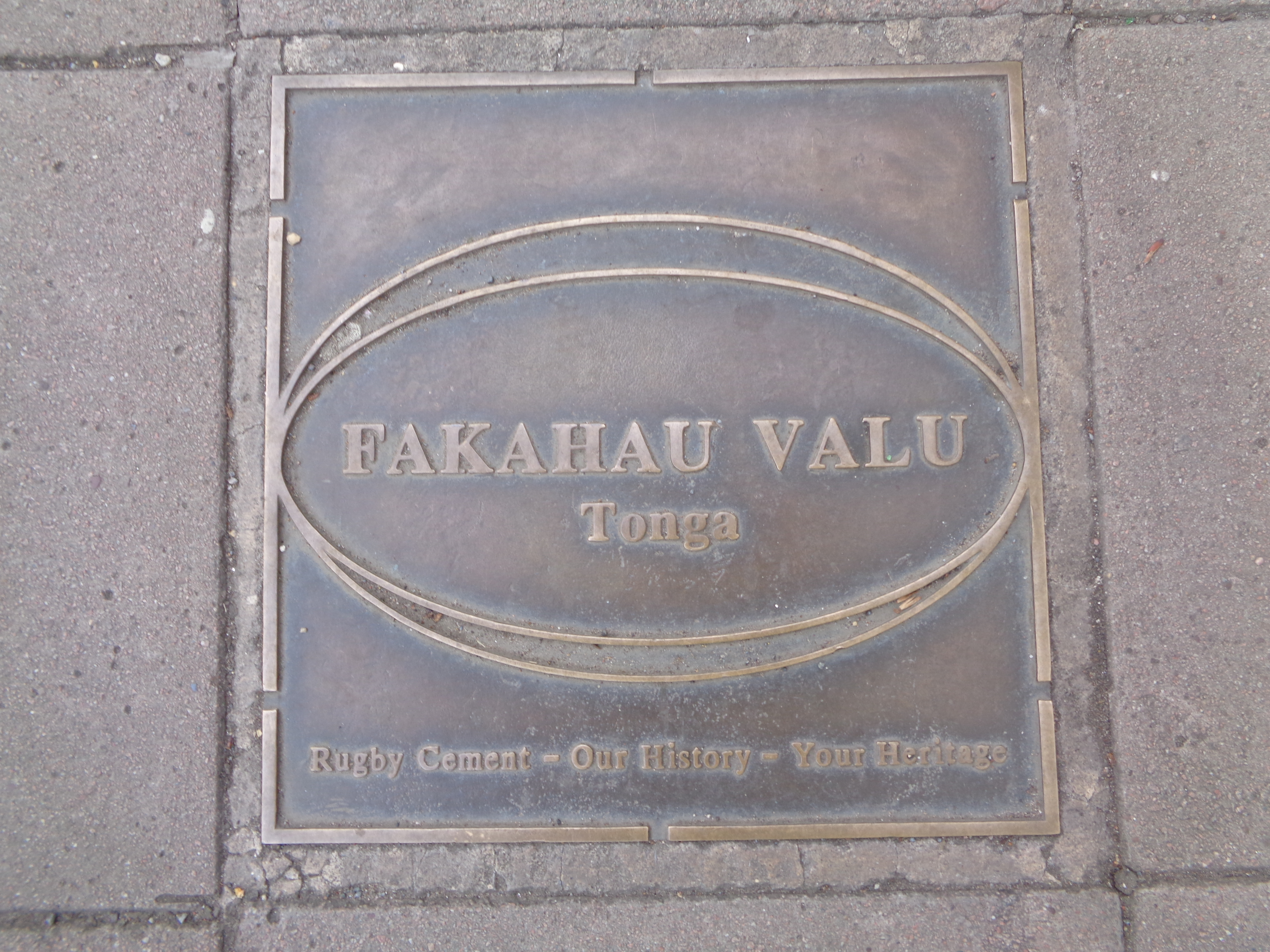
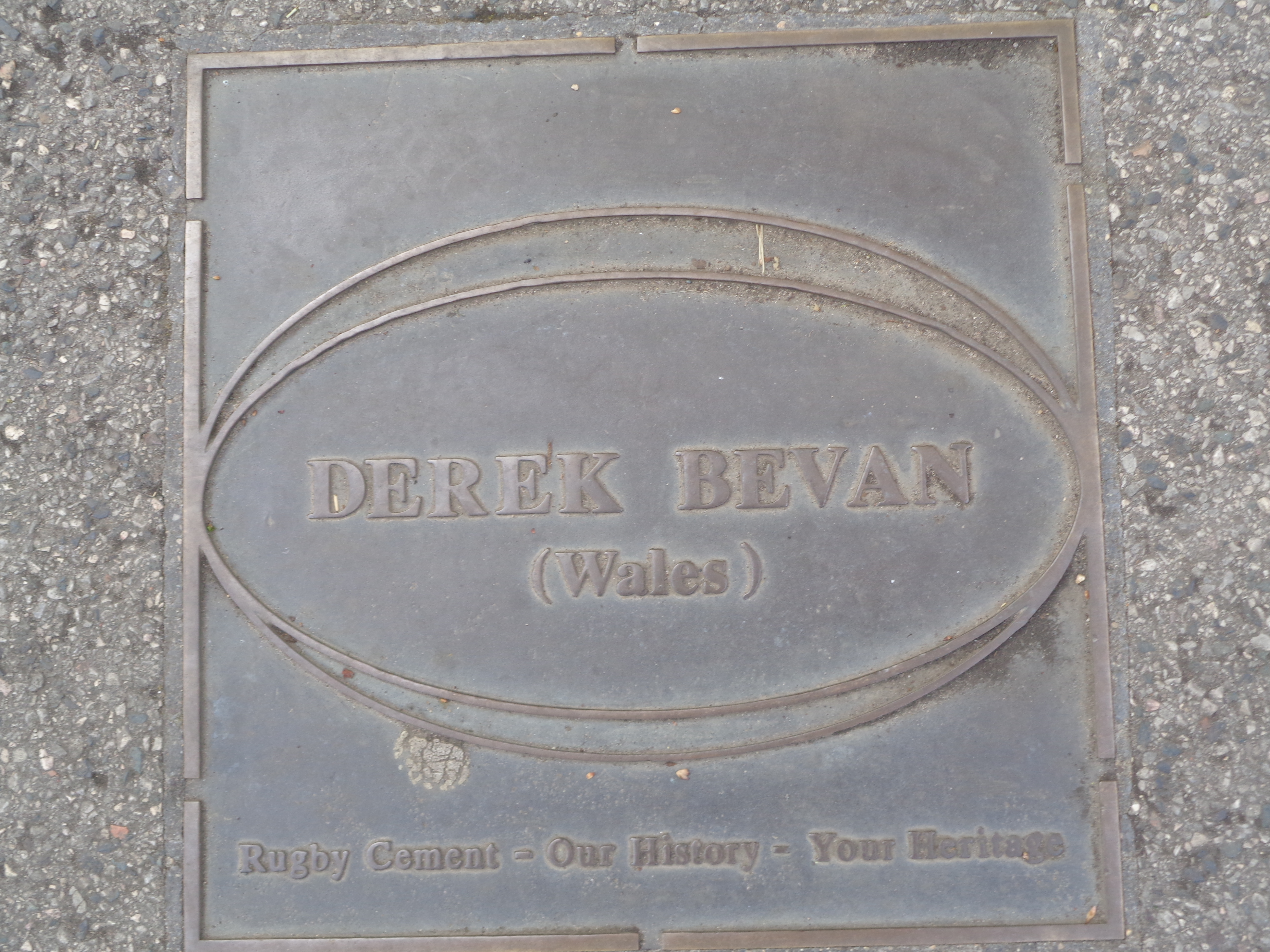
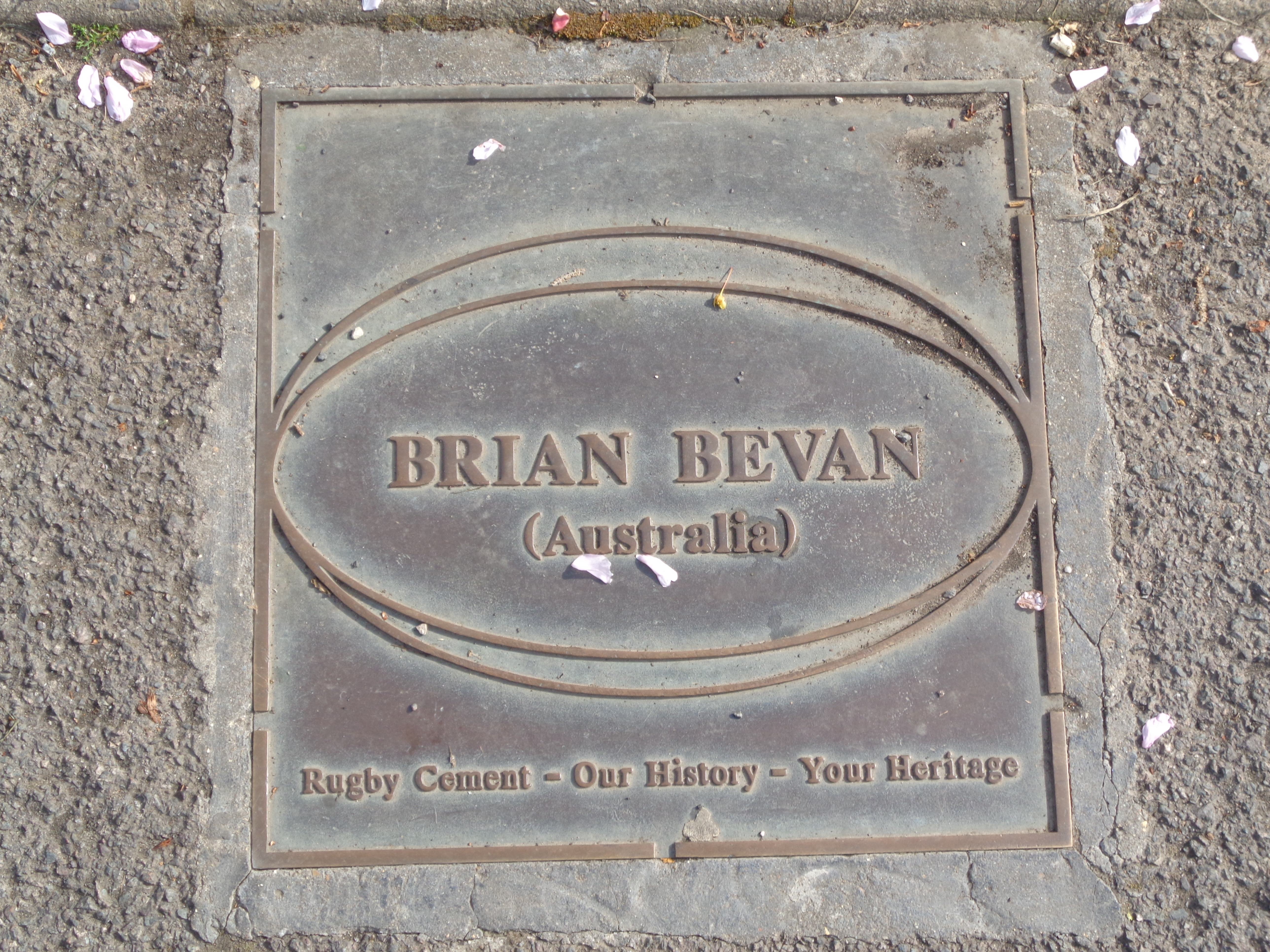
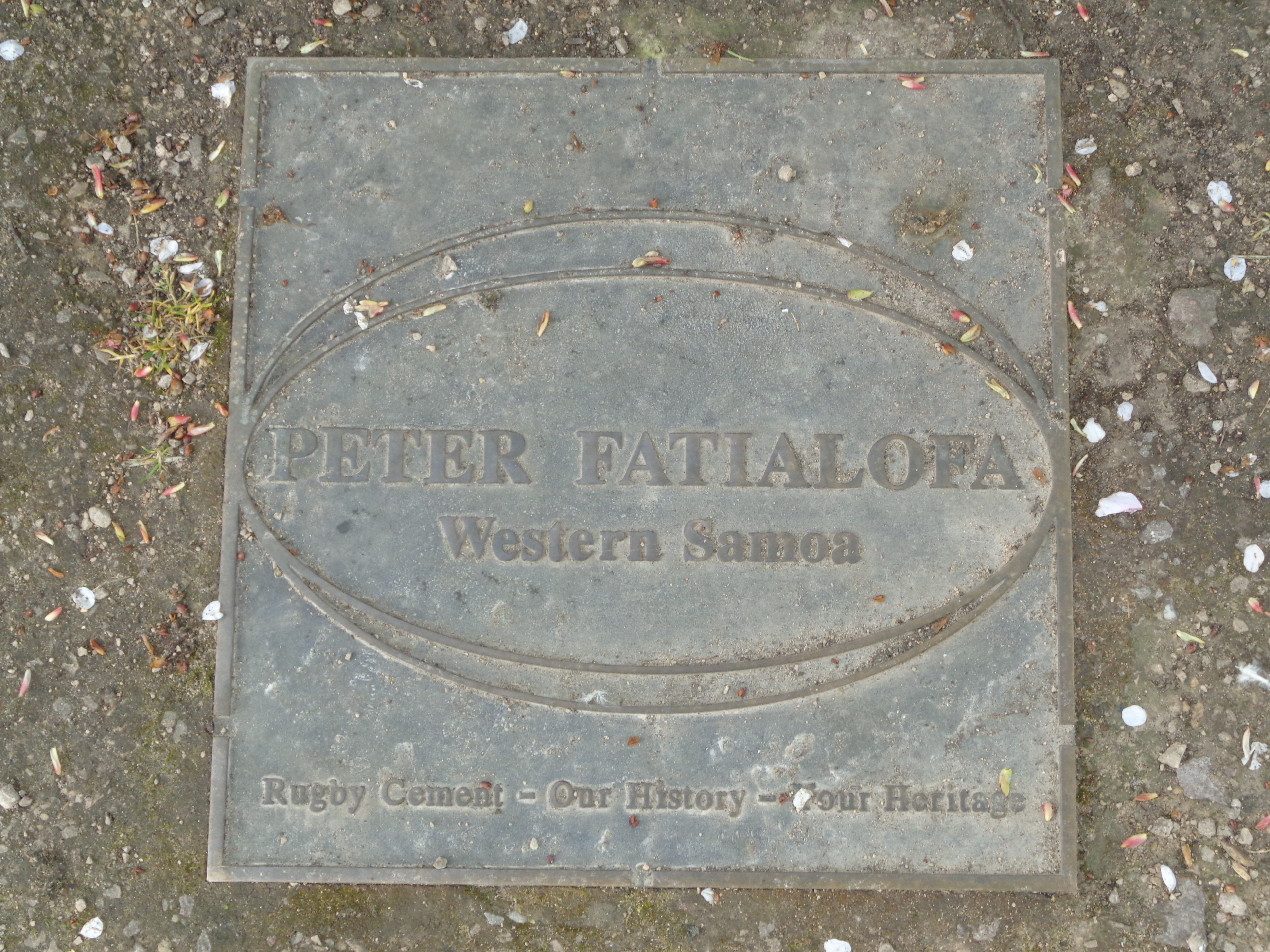
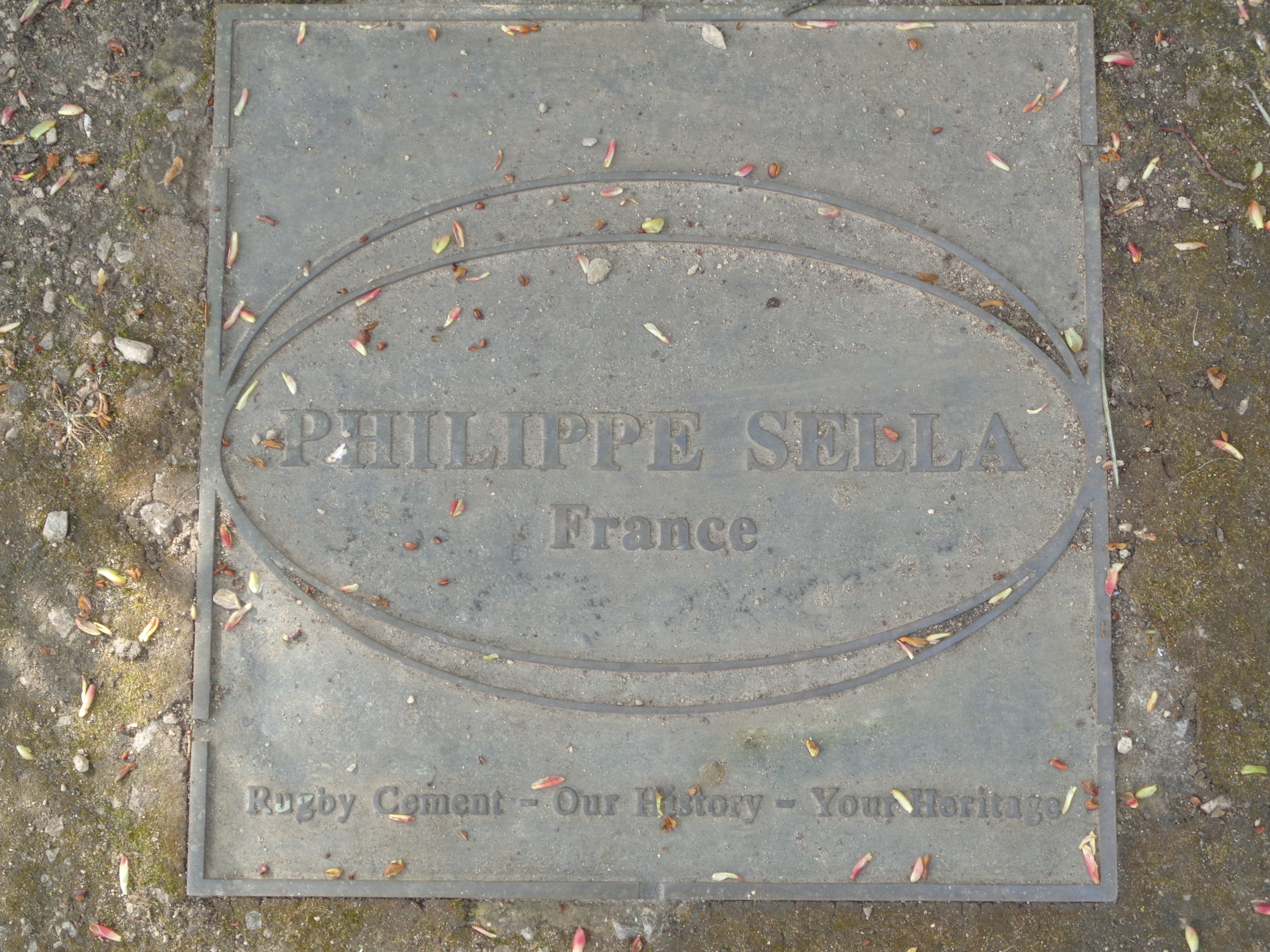
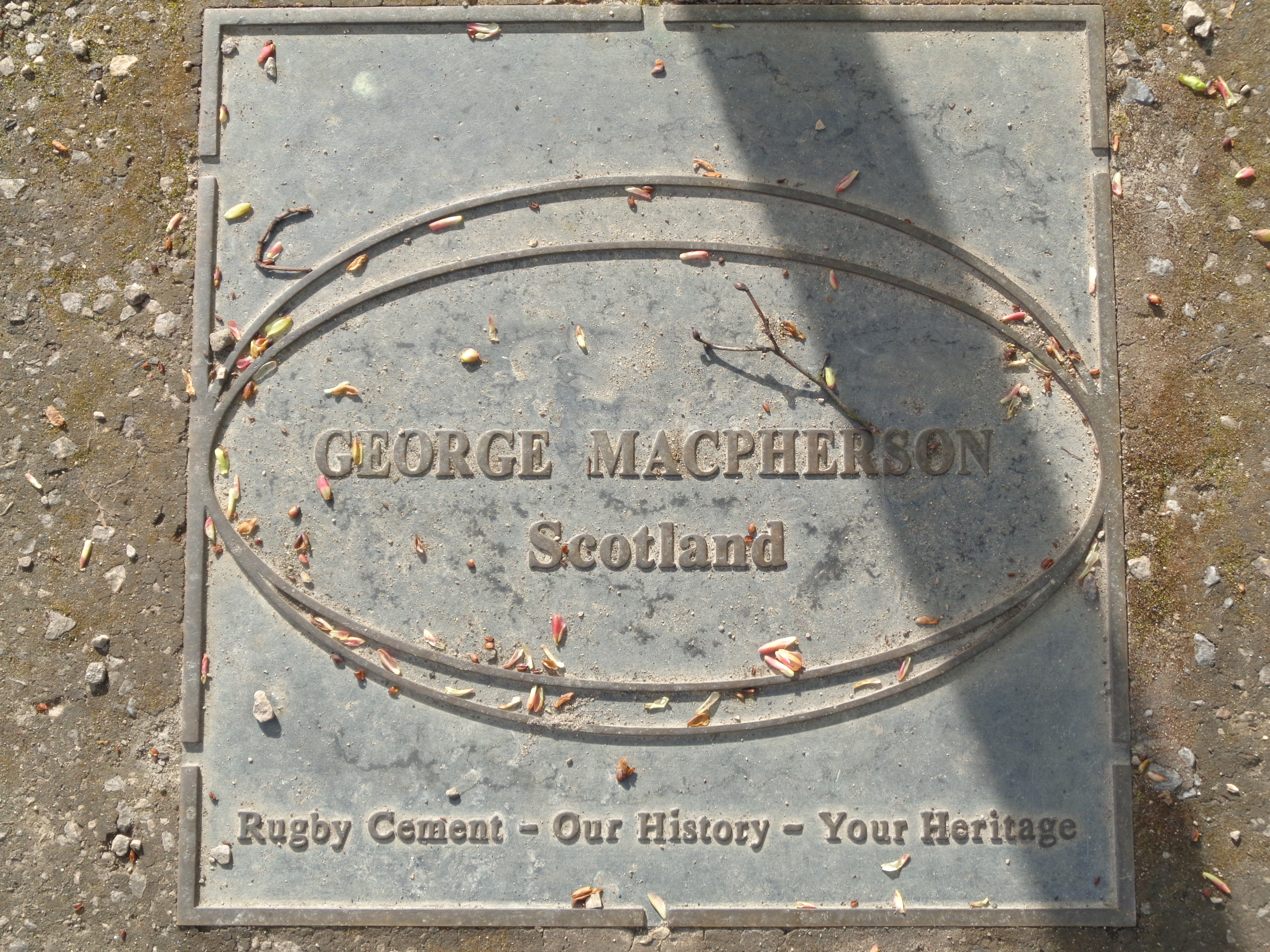
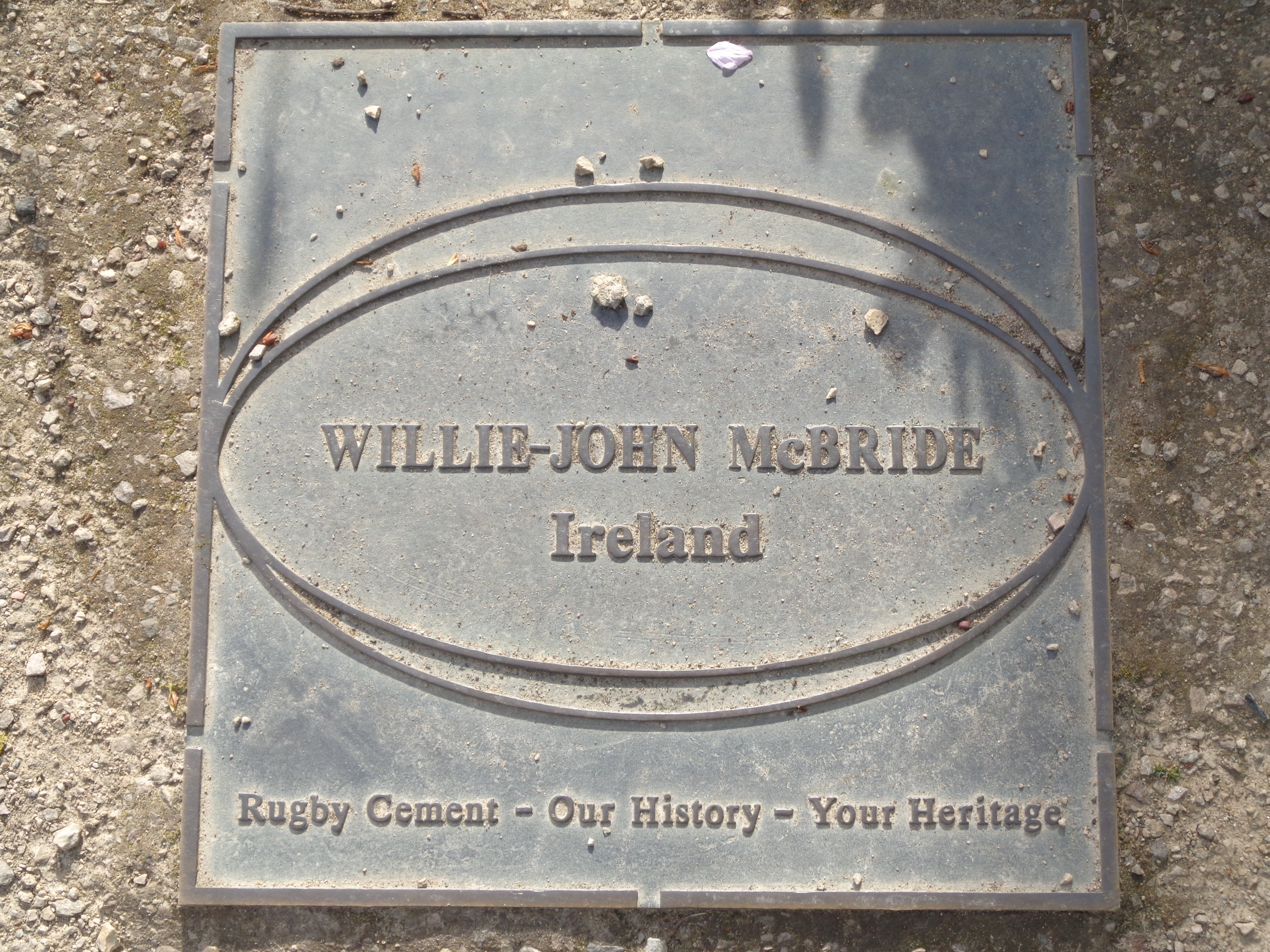

- Certaines des plaques commémoratives aux joueurs des grandes nations du rugby posées au sol dans la ville par l'entreprise de cimenterie Rugby Cement (en)

## Jumelages
La ville de Rugby est jumelée avec les villes de :
- Évreux (France)[3]
- Rüsselsheim am Main (Allemagne)

## Personnalités liées
- William Gilbert
- Charles Griffiths, footballeur
- Rupert Brooke, poète, né à Rugby (1887-1915)
- Jack Fairman, coureur automobile
- John Bruce Lockhart, agent de renseignement
- Mélanie Astles, pilote de voltige aérienne française.
- James Morrison
- Spiritualized